# Euploea goudotii
Euploea goudotii är en fjärilsart som beskrevs av Jean Baptiste Boisduval 1833. Euploea goudotii ingår i släktet Euploea och familjen praktfjärilar. Inga underarter finns listade i Catalogue of Life.